# Kill It and Leave This Town
Pour plus de détails, voir Fiche technique et Distribution.
Kill It and Leave This Town est un film d'animation polonais réalisé par Mariusz Wilczyński et sorti en 2020.

## Fiche technique
- Titre original : Zabij to i wyjedź z tego miasta
- Réalisation : Mariusz Wilczyński
- Scénario : Mariusz Wilczyński et Agnieszka Ścibior
- Décors :
- Costumes :
- Direction artistique : Mariusz Wilczyński et Piotr Szczepanowicz
- Animation :
- Photographie :
- Montage : Jarosław Barzan
- Musique : Tadeusz Nalepa
- Producteur : Ewa Puszczyńska et Agnieszka Ścibior
  - Coproducteur : Michał Chaciński, Łukasz Czyczylo, Radosław Drabik, Rafał Golis, Michał Herman, Krzysztof Hrycak, Jakub Karwowski, Jędrzej Sabliński, Teresa Siwicka, Jacek Siwicki, Julia Skorupska, Piort Szczepanowicz et Grzegorz Wacławek
  - Producteur délégué : Anna Drozd et Łucja Kędzior-Samodulska
- Sociétés de production : Bombonierka, Extreme Emotions, Adam Mickiewicz Institute, Di Factory, Letko, Gigant Films et Polish Film Institute
- Société de distribution : Outsider Pictures
- Pays d'origine :  Pologne
- Langue originale : polonais et anglais
- Format : couleur
- Genre : animation
- Durée : 87 minutes
- Dates de sortie :
  - Allemagne : 22 février 2020 (Berlinale)
  - France : 15 juin 2020 (Festival international du film d'animation d'Annecy, en ligne)

## Distribution
- Andrzej Wajda : le vieil homme dans le train
- Daniel Olbrychski : Behemot
- Małgorzata Kożuchowska : l'assistante de la poissonnerie
- Magdalena Cielecka : la mère de la petite fille dans le train
- Maja Ostaszewska : Janek
- Krystyna Janda : la mère de Janek
- Anna Dymna : la mère du petit Mariusz jeune
- Andrzej Chyra : le père de Janek
- Zbigniew Rybczyński : la tête coupée de Woland et Berlioz
- Marek Kondrat : le père du petit Mariusz et le vieil homme dans le train
- Anja Rubik : la vendeuse de journaux dans le kiosque
- Krzysztof Kowalewski : Waclaw
- Mariusz Wilczyński : Mariusz
- Barbara Krafftówna : la mère du petit Mariusz âgée
- Irena Kwiatkowska : la vieille femme dans le train

## Production
Prévu pour être un court métrage, le réalisateur a finalement passé quatorze ans à créer ce long métrage. Il s'agissait pour lui d'une manière de faire le deuil de sa famille disparue.

## Accueil
Le film a été sélectionné au Festival international du film d'animation d'Annecy 2020 dans la catégorie Longs métrages en compétition (sélection officielle). En raison de la pandémie de Covid-19, cette édition s'est faite « en ligne », mais sans diffusion publique de certains longs métrages. Ce film faisait partie de ceux disponibles en intégralité pour le public.

## Distinction
- 2020 : Mention du jury pour un long métrage au Festival international du film d'animation d'Annecy.